# Hipódromo de Täby
El Hipódromo de Täby (en sueco: Täby Galopp) fue un recinto de carreras de caballos pura sangre situado en Täby, a unos 15 kilómetros al norte de Estocolmo la capital del país europeo de Suecia. El hipódromo era la pista número uno en los tres países escandinavos, donde se han desarrollado carreras: Dinamarca, Noruega y Suecia. Inaugurado en 1960 y siguiendo el modelo de los principales hipódromos estadounidenses, sus instalaciones fueron constantemente mejoradas y lograron ser tan buenas como la mayoría de los campos de Europa y sin parangón en los países escandinavos.
El hipódromo fue cerrado el 2016, siendo vendido para desarrollo inmobiliario.